# 加藤文元
加藤 文元（かとう ふみはる、1968年7月27日 - ）は、日本の数学者。ZEN大学知能情報社会学部教授、東京工業大学名誉教授、学校法人角川ドワンゴ学園理事、株式会社SCIENTA・NOVA代表取締役。博士（理学）。専門分野は代数幾何学・数論幾何学（対数的幾何学、リジッド幾何学、志村多様体、モジュライ理論、代数的微分方程式）。

## 経歴
1968年宮城県仙台市生まれ。1987年宮城県仙台第一高等学校卒業。1993年京都大学理学部卒業。1997年京都大学大学院理学研究科博士後期課程（数学・数理解析専攻）修了、博士（理学）の学位を取得。
その後、九州大学大学院数理学研究院助手、京都大学大学院理学研究科数学専攻准教授、熊本大学大学院自然科学研究科理学専攻数理科学講座教授などを経て、東京工業大学理学院数学系教授。その間、ドイツ・マンハイム大学 Wissenschaftlicher Mitarbeiter、フランス・ポアンカレ研究所客員研究員、マックス・プランク研究所客員研究員、パリ第6大学客員教授、レンヌ大学客員教授なども歴任。
専門は代数幾何学・数論幾何学。日本数学会代数学分科会運営委員。
2019年に著書『宇宙と宇宙をつなぐ数学 IUT理論の衝撃』で第2回八重洲本大賞を受賞。2020年9月末で東京工業大学を退職、株式会社SCIENTA・NOVA代表取締役。
2020年6月29日、N予備校にて「ガロア理論特別講義」の講義を実施してオンラインでも中継。2022年から2022年3F月までN予備校にて、全12回の「数学史」の講義を同様に実施。2023年度も同様に「幾何学の歴史-非ユークリッド幾何学への道-」の講義を実施した。2025年に開学したZEN大学にて知能情報社会学部の教授に就任した。

## 家族・親族
- 母方の祖父は数学者・平和運動家で東京工業大学名誉教授の早川康弌[10]。
- 父方の祖父は化学者で東北大学名誉教授の加藤多喜雄[11]。
- 大叔父（多喜雄の弟）に地球物理学者の加藤愛雄、生物学者の加藤陸奥雄、地質学者の加藤磐雄がいる[12]。
- 従叔父（陸奥雄の子）に一関工業高等専門学校教授を務めた加藤治雄、金沢大学教授を務めた加藤道雄、大阪大学産業科学研究所教授の加藤修雄がいる[13]。
- 父は東北大学反応化学研究所教授を務めた加藤紀元[14][15]。
- 伯父（父の兄）は東北大学教授を務めた加藤豊明[15]。
- 伯母（父の姉）は東京薬科大学名誉教授の高村喜代子[16]。
- 伯父（同夫）は立教大学理学部教授を務めた高村勉[17]。
- 叔父（母の弟）に大阪府立大学教授を務めた早川款達郎、桐蔭横浜大学教授を務めた早川吉則がいる[18]。
- 伯父（母の姉の夫）は東京大学名誉教授の上野正[18][19]。
- 父方の曾祖父は小学校教員・中学校教員を務めた加藤鉄治郎[20]。

## 人物・エピソード
- 大学に入学した当初は、数学の専門家になろうとは毛頭考えていなかったという。むしろ、「数学科に行くと性格が悪くなる」という一種の偏見を持っており、数学科は避けていた。最初は物理学科に進もうと考えていたが、生物学のほうが面白そうだ、あるいはお金になりそうだと思うようになり、生物学科に進学した。しかし、解剖や実験が嫌いであったこと等からモチベーションが上がらず、またサークル活動も忙しかったため、勉強を蔑ろにしがちであった。4年生に進級する際、自分に生物学は向いていないと感じ、またサークルも引退したため、大学を休学して仙台にある実家に帰った。何もすることがなく手持ち無沙汰であったときに目に入ったのが、『おもしろい数学教室』（ヤコブ・ペレルマン著／山崎昇訳）という小学生のときに数学者である祖父に買ってもらった本だった。その中に書かれている「二乗しても変わらない無限に続く数」という概念に目が留まった。このとき、どうやら自分が見たこともない数の世界があると気付いたのだという。そこからその概念に興味を持ち始め定理をまとめた。それをトーリック多様体で有名な小田忠雄（当時東北大学教授）に見せたところ、「無手勝流であるが、クルト・ヘンゼルという数学者が約100年前に書いたp進数の体系と全く同じものである」と言われた。さらに小田教授が驚き評価したのは、「ヘンゼルの補題」というp進数を扱う上で最も基本となる定理を何も見ずに編み出したという点であった。そこで、小田教授に勧められた『可換体論』（永田雅宜著）という数学書を参考にヘンゼルの補題を追証明することにした。すると、苦労した証明の言い回しを現代数学は巧妙に「きれいな言葉」で行なっており、そこから数学の魅力に惹かれていった。このとき、もはや生物学を学ぶ気はなくなっていたという。その後、数学科へ転向した[21][22]。
- 小・中・高の同級生に天文学者の小久保英一郎がいる。彼とは実家が近所であり、高1では同じクラスだった[23]。
- 趣味・特技はピアノで、大学在学中には音楽大学に入り直そうと思っていた時期もあったという[24]。

## 著作
- 『数学する精神 正しさの創造、美しさの発見』中公新書、2007年 ISBN 978-4-12-101912-7
  - 『数学する精神増補版 正しさの創造、美しさの発見』中公新書、2020年 ISBN 978-4-12-191912-0
- 『物語 数学の歴史 正しさへの挑戦』中公新書、2009年 ISBN 978-4-12-102007-9
- 『ガロア 天才数学者の生涯』中公新書、2010年 ISBN 978-4-12-102085-7
  - 『ガロア 天才数学者の生涯』角川ソフィア文庫、2020年 ISBN 978-4-04-400551-1
- 『リジッド幾何学入門』岩波数学叢書、2013年 ISBN 978-4000075978
  - 『リジッド幾何学入門』岩波オンデマンドブックス、2016年 ISBN 978-4007303890
- 『数学の想像力: 正しさの深層に何があるのか』筑摩選書、2013年 ISBN 978-4480015754
- 『天に向かって続く数』（中井保行との共著）日本評論社、2016年 ISBN 978-4535798069
- 『リーマンの数学と思想（リーマンの生きる数学）』共立出版、2017年 ISBN 978-4320112377
- 『宇宙と宇宙をつなぐ数学 IUT理論の衝撃』KADOKAWA、2019年 ISBN 978-4-04-400417-0
  - 『宇宙と宇宙をつなぐ数学 IUT理論の衝撃』角川ソフィア文庫、2023年 ISBN 978-4044007379
- 『数研講座シリーズ 大学教養 微分積分』数研出版、2019年 ISBN 978-4-41-015229-0
- 『数研講座シリーズ 大学教養 線形代数』数研出版、2019年 ISBN 978-4-41-015462-1
- 『ガロア理論12講 概念と直観でとらえる現代数学入門』KADOKAWA、2022年 ISBN 978-4-04-400682-2
- 『数学の世界史』KADOKAWA、2024年 ISBN 978-404114143-4
- 『数の進化論』文藝春秋、2025年 ISBN 978-416661486-8